# Индонезийское вторжение в Восточный Тимор
Индонезийское вторжение в Восточный Тимор, официально именовавшееся операцией «Лотос» (индон. Operasi Seroja), было произведено в 1975 году.

## Предыстория
Остров Тимор был разделен на восточную и западную части. Восточный Тимор был колонией Португалии, тогда как Западный Тимор (бывшая колония Голландии) входил в состав Индонезии. Договор о разделе был подписан в 1915 году.
После португальской революции гвоздик 1975 года в Восточном Тиморе усилилось сепаратистское движение Революционного фронта за независимость Восточного Тимора — ФРЕТИЛИН, выступавшее за немедленную независимость.

## Мотивация Индонезии
В Индонезии возобладали националистические настроения, подкрепляемые агрессивностью военных кругов, в том числе разведки Копкамтиб и спецназа Опсус, в результате которых руководство Индонезии взяло курс на аннексию Восточного Тимора.

## Вторжение

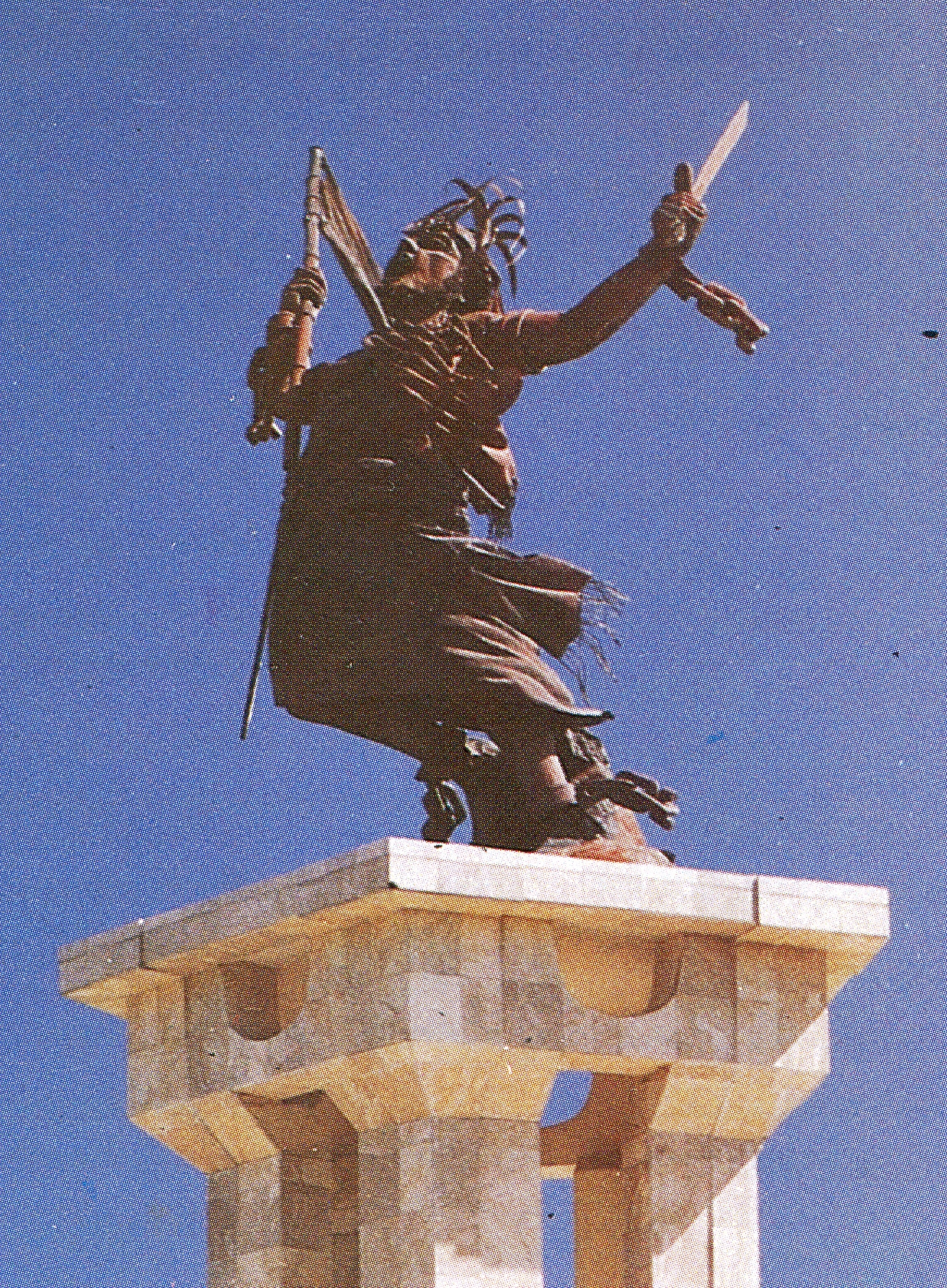
Памятник объединению

7 декабря 1975 года армия Индонезии начала вторжение в Восточный Тимор. После морской бомбардировки Дили был высажен десант из 641 морского пехотинца, выбивший из города противников оккупации. Потери составили 35 солдат со стороны Индонезии и 122 со стороны Восточного Тимора.
10 декабря был взят второй крупный город Баукау, 25 декабря — Ликвиса и Маубара. К апрелю 1976 года в Восточном Тиморе располагался оккупационный корпус численностью в 35000 солдат, и еще 10000 в Западном Тиморе.

## Аннексия
Индонезийское правительство провозгласило аннексию Восточного Тимора как акт деколонизации
22 декабря 1975 года Совет Безопасности ООН в резолюции 384 признал право граждан восточного Тимора на самоопределение.